# Danni Roche
Danielle Roche (Melbourne, 25 de mayo de 1970) es una exjugadora australiana de hockey sobre césped.

## Trayectoria
Roche tuvo su debut olímpico en los Juegos Olímpicos de Atlanta 1996. En el torneo le ganó a Corea del Sur en la final y obtuvo la medalla de oro.